# Grand Med Hospital
Das Grand Med Hospital ist ein Krankenhaus in der mongolischen Hauptstadt Ulaanbaatar. Es versorgt mehr als eine halbe Million Patienten pro Jahr und gehört zu den führenden Krankenhäusern in der Mongolei.

## Geschichte
Das Krankenhaus wurde am 16. März 2009 von der Jiguur Grand Group gegründet. Es startete mit 25 Betten und 32 Ärzten. Die Krankenhausleitung entschied sich nach der Gründung dazu, Senioren, Schwangeren und Behinderten einen kostenlosen medizinischen und diagnostischen Service zur Verfügung zu stellen.
Das Krankenhaus verfügt heute über 100 Betten und 200 medizinische Angestellte sowie über ein großes Chirurgenteam mit Ärzten und Chirurgen aus der Mongolei und Südkorea.

## Abteilungen
Das Krankenhaus verfügt über Abteilungen für Augenheilkunde, Innere Medizin (Kardiologie, Pneumologie, Nephrologie, Hepatologie), Allgemeine und Wirbelsäulenchirurgie, Hauterkrankungen und Allergologie, HNO, Gynäkologie und Schmerztherapie. Als eines der wenigen Krankenhäuser des Landes besitzt die Radiologie des Hospitals einen Magnetresonanz- und einen Computertomographen.